# Araiguma Rascal
Rascal o Guaxinim (あらいぐまラスカル, Araiguma Rasukaru) é uma série de anime japonesa produzida pela Nippon Animation. Estreou na Fuji Television entre 2 de janeiro até 28 de dezembro de 1977. Foi baseado no romance autobiográfico Rascal, A Memoir of a Better Era escrito por Thomas Sterling North.

## Enredo
A história se passa no ano de 1914 em Breisford em Wisconsin, perto do lago Koshgonong. Em um dia de primavera, o pequeno Sterling encontra na floresta um bebê guaxinim cuja mãe tinha sido morta por um caçador; ele decide cuidar do bichinho e dá a ele o nome de Rascal. O menino e o guaxinim se tornam amigos inseparáveis desde aquele dia, embora Sterling logo percebe, depois de uma série de pequenos desastres que Rascal provoca nos jardins dos vizinhos, a convivência entre as pessoas e os animais selvagens às vezes pode ser muito difícil.
Assim começa o último ano da infância inesquecível de Sterling, repleta de pequenas e grandes aventuras com seus melhores amigos Rascal, Oscar e Alice entre os animais que tanto ama, mas marcado pela morte de sua mãe e do pai, a sua ruína financeira perde quase todos os seus bens para pagar dívidas após a destruição de duas fazendas, devido a uma tempestade.
E é precisamente neste evento que faz com que a separação de pai e filho levar a uma mudança drástica na vida do menino: Sterling vai ter que ir morar na casa de sua irmã em Milwaukee para continuar os seus estudos e, portanto, ser forçado a fazer Rascal agora um adulto, retornar para casa na vida natural da floresta.

## Banda sonora
A série usa dois temas musicais para o tema de abertura e o tema de encerramento. O tema de abertura é chamado de "Rock River e" (ロックリバーヘ, Rokku Ribâ e, lit. "Para a Rocha do Rio"), e o tema de encerramento é chamado de "Oide Rascal" (おいでラスカル, Oide Rasukaru, lit. "Rascal Vem Vindo"), ambas as canções foram performadas pela vocalista japonesa Kumiko Oosugi. O tema de abertura foi usado mais tarde como o principal tema para o jogo de fliperama de 1981 que chamou-se Frogger.

## Importação de guaxinins do Japão
No Japão, até 1500 guaxinins foram importados como animais de estimação todos os anos após o sucesso de Rascal Raccoon (1977). Em 2004, os descendentes de animais descartados ou que escaparam atualmente habitam 42 das 47 prefeituras.

## Jogo eletrónico
- Araiguma Rascal: Raccoon Rascal, é um jogo de quebra-cabeças, que foi desenvolvido pela J-Force e publicado pela Masaya em 25 de Março de 1994 para a Super Nintendo Entertainment System.